# Aristelliger lar
Aristelliger lar är en ödleart som beskrevs av  Cope 1861. Aristelliger lar ingår i släktet Aristelliger och familjen geckoödlor. IUCN kategoriserar arten globalt som nära hotad. Inga underarter finns listade i Catalogue of Life.